# イーグル・スクエア

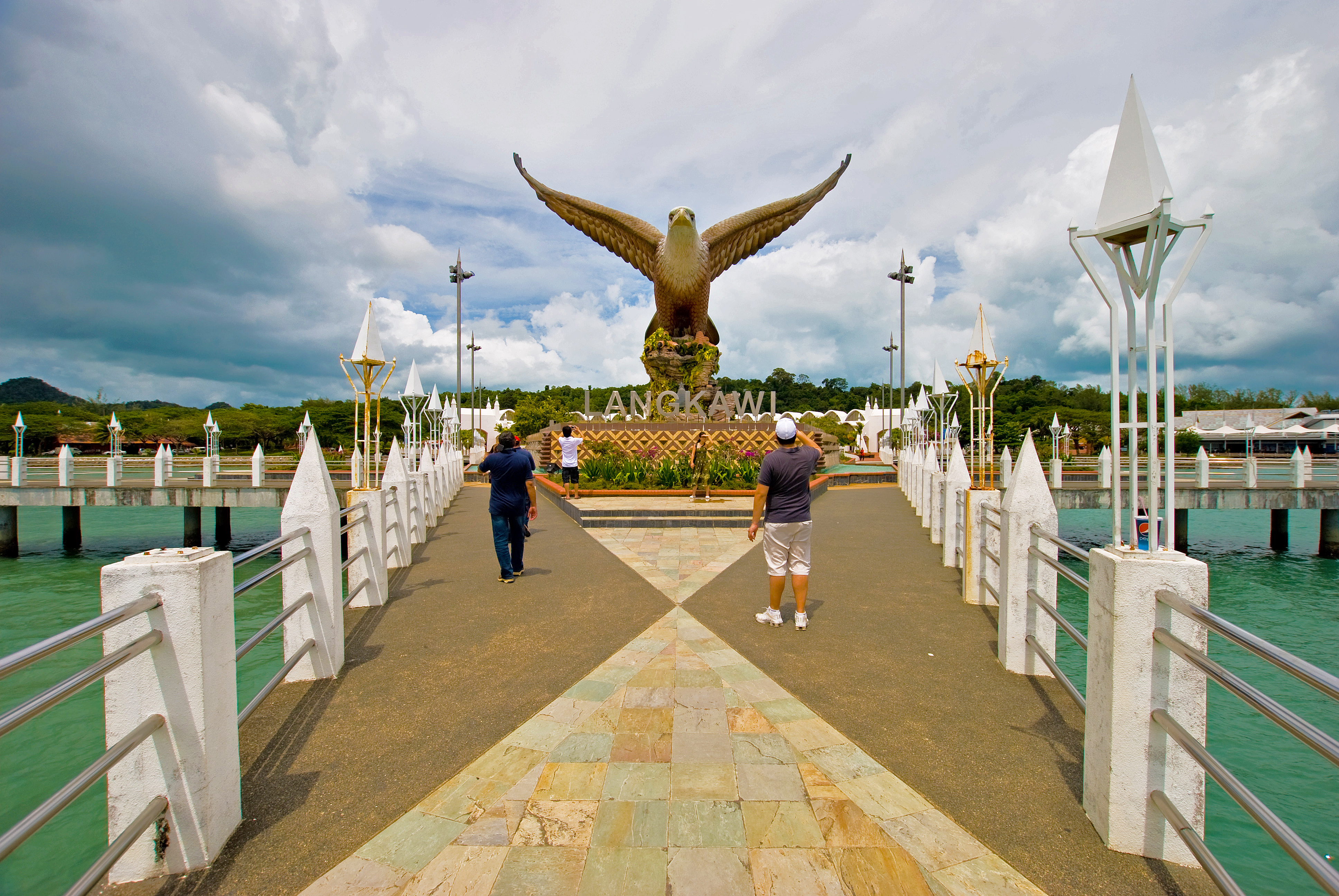
イーグル・スクエア

イーグル・スクエア（マレー語: Dataran Lang）は、マレーシアのランカウイ島にある広場。ランカウイ伝説公園内に位置する。鷲広場とも言われている。
ランカウイ島一の繁華街、クア・タウンの入り口付近に存在する。広場にはランカウイ島のランドマーク的存在である巨大なワシの像があり、古代マレー語で「赤茶色の鷲」というランカウイの名の由来を伝える赤茶色の大きなワシの像となっている。入場料もかからないため、気軽に足を運ぶことができる。

## 所在地
Lagenda Langkawi, Jl.Persiaran Putra, Langkawi

## アクセス
ランカウイ国際空港から車で20分。